# Marine Joatton

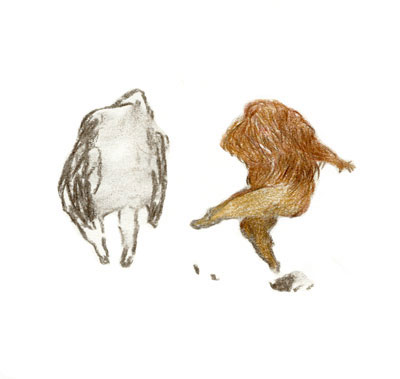
Dessin génération spontanée, Marine Joatton - 2004

Marine Joatton, née à Paris le 22 mai 1972, est une artiste contemporaine française.

## Biographie
Après un diplôme de l’institut d’études politiques de Paris à 20 ans, Marine Joatton se tourne vers la création artistique. Elle entame en 1995 un cycle universitaire au Duncan of Jordanstone College of Art, à Dundee, Écosse. Admise à l'École nationale supérieure des beaux-arts de Paris (Ensb-a) en 1997, elle y fréquente les ateliers de Joël Kermarrec, Erik Dietman et Giuseppe Penone. Elle en sort diplômée en 2001 et, en 2004, présente ses premières expositions personnelles. « Cette double formation a forgé une personnalité surprenante, parfaitement équilibrée, dans laquelle le rationnel et l'irrationnel, le déductif et l'intuitif se mêlent à parts égales. »

## Travail artistique
À partir de 2001, Marine Joatton a commencé par créer les « bêtes », série de 200 très petites sculptures composées de matériaux organiques divers - végétaux secs ou flétris, fibres textiles, boues minérales - qu'elle a ensuite dessiné. « En les faisant s'entre-dévorer et s'entre-accoupler, Marine Joatton les fait se reproduire et se multiplier en une infinité de combinaisons jusqu'à faire naître une nouvelle espèce animale dans laquelle se trouvent tous les animaux réduits ou grossis à la même taille. » écrivent Kristell Loquet et Jean-Luc Parant à propos de ce travail, qui a, en 2003, vécu une métamorphose:  « La notion d'échelle était abolie, une minuscule souris pouvant s'accoupler avec un éléphant, voire l'avaler en partie, sans que cela paraisse incongru. Les bestioles résultantes, toutes de même taille, étaient ensuite tirées en bronze puis sagement alignées sur une étagère, pour créer une très improbable ménagerie. »
À partir de 2002 cependant, elle se consacre essentiellement au dessin. Comme l’écrit Gaël Charbeau, « il s’agit de petits formats, 30 x 30 cm, très libres, représentant dans leur majorité des paysages mentaux, peuplés de fragments où l’on aperçoit ici ou là des figures humaines, des végétaux, des animaux… »
À partir de 2004, elle se met à des formats plus grands avec ses « chaines alimentaires » puis une série de grands dessins (114 x 150) utilisant divers médiums où se mêlent, comme l’écrit Henri Bordes, « un concentré d’obsessions se cannibalisant, un enchevêtrement de formes à l’identité hésitante […] des membres tapis dans l’image. »
Parallèlement, elle travaille à l'aveugle, réalisant, au moyen de papiers carbones, des dessins qu'elle ne voit pas se faire, dont l'exécution recèle encore d'autres inconnues que ses expérimentations libres en technique mixte.« Marine Joatton n'invente rien: elle se souvient. Et c'est à cette condition qu'elle peut s'étonner elle-même. Parce que le vrai étonnement, celui qui suscite une modification de l'être dans son rapport à lui-même et au monde, c'est d'être capable de donner une forme au monstrueux qui est en soi, puis de le regarder en face (...). » Pierre Wat
C'est lors de son exposition « Un Monde retourné » chez Claude Samuel en 2006 que ses dessins « générations spontanées » prennent une dimension nouvelle, l'amenant l'année suivante à s'oser à la peinture, qu'elle n'avait jamais pratiquée auparavant. Sa première exposition d'huiles sur toile, « La contemplation de la flaque «, aura lieu chez Eric Dupont en 2009, suivie d'une période de pratique intermédiaire, au bâton à l'huile sur toile, manière de renouer avec le dessin sans quitter le territoire nouvellement conquis de la peinture.
Cette nouvelle étape de sa pratique va trouver son apogée et son lieu d'élection à Busan en Corée, lors de deux résidences successives à l'invitation de la Galerie 604 en 2012 et 2013. Les toiles exécutées lors de ces deux séjours sont immenses et puissantes, à telle enseigne que Chiba Shigeo en dira que « pour le spectateur, le monde de l'art existe à l'intérieur du châssis et en dehors se trouve le réel, et ces deux univers sont clairement délimités. Pour autant, pour l'artiste, il n'en est rien. Pour peindre, le châssis est une nécessité, mais pour Joatton, il n'est rien d'autre que son monde à elle. (...) Ce qui lui importe est l'humain et le monde. C'est tout. Son objet n'est pas de créer de l'art. (...) Peut-être son essence propre se libère-t-elle de la peinture. Sont-ce vraiment des peintures? Elles ne sont comme rien de ce que j'ai vu avant. »
Depuis cette accession à un nouvel état de sa pratique, Marine Joatton s'est vue consacrée par une grande exposition consacrée au Musée d'art moderne et contemporain (MAMC), où différentes étapes de son parcours sont déployées de manière à mettre en lumière sa dimension universelle.
« (…) l'univers de Marine Joatton s'apparente à ces récits archaïques de la mémoire commune, où les personnages les plus insolites et invrasemblables sont perçus comme des êtres de chair et de sang.
Les personnages de Marine Joatton sont engagés dans un constant processus de métamorphose – processus violent, impétueux, dramatique, où figures animales et corps humains, réalités naturelles et êtres chimériques, fusionnent et accouchent de forme radicalement nouvelles, surprenantes, inquiétantes, dont la substance vitale n'est autre que ce processus même de transformation ininterrompue.
L'accumulation encyclopédique des formes et des personnages produit un effet théâtral, elle génère un foisonnement narratif, une bigarrure, un excès psychique – ou pathologique- des événements possibles suggérés, caractérisés avec un luxe de détails, un peu comme dans une fresque du bas Moyen-Âge où chaque personnage porte en lui la Passion et le Mystère de la Rédemption, où chaque corps a part à une corporéité commune, à un état d'âme commun, où l'individualisation de chaque figure symbolise encore l'épopée commune. » Lóránd Hegyi

## Expositions personnelles
2016
- Un air de famille, Musée d'art moderne et contemporain (MAMC)
- Fabula, Centre d'art (Montrelais)
- Mascarade, Galerie Lazarew (Bruxelles, Belgique)

2015
- Les bêtes souvent ça se range, Galerie Réjane Louin (Locquirec)

2013
- Spontaneous generation, Gallery 604, (Pusan, Corée du Sud)

2011 
- Faire ventre de tout, espace d'art contemporain Camille Lambert (Juvisy-sur-Orge)

2009
- La contemplation de la flaque, galerie Eric Dupont (Paris)

2008
- Venir à bout des taupes, galerie Eric Dupont (Paris)

2006
- Un monde retourné, galerie Claude Samuel (Paris)

2004
- Les Encombrants, Galerie du Haut-Pavé (Paris)
- Bête », galerie d'art de Créteil (Créteil)

## Principales expositions collectives
2016
- Intrigantes incertitudes, Musée d'art moderne et contemporain (MAMC), Saint Étienne
- Cent papiers, Musée Géo-Charles, Echirolles
- Carte blanche à Réjane Louin, Galerie du Haut-Pavé, Paris
- Objets Corporels, dessins du FRAC Picardie et du CNAP – FNAC, Arsenal de Saint-Jean-des-Vignes, Soissons

2015
- D’un monde à l’autre, Espace d’art FL, Chambord
- Hommage à Bernard Point, Galerie du Haut-Pavé, Paris

2014
- Almanach, galleria Alessandro Bagnai, Florence
- Figure(s) & paysage(s), Domaine de Kerguéhennec

2013
- L’autre, Espace Camille Lambert, Juvisy-sur-Orge

2012
- Incarnation, le 19, Montbéliard

2011
- Novembre à Vitry, Galerie Jean Colet, Vitry-sur-Seine
- Three European artists, Gallery 604, Pusan, Corée avec Sandra Vasquez de la Horra et Ugo Giletta
- Biennale de dessin, commissariat de Lóránd Hegyi, Lucques, Italie
- Marine Joatton, Claire Soulard, Galerie Vidal-Saint Phalle, Paris

2010
- Collection 3, dessin et peinture dans la collection de Claudine et Jean-Marc Salomon, Fondation pour l’art contemporain Salomon, Alex
- Cohabitation, Les moyens du bord : Carte blanche à la galerie Réjane Louin, Chapelle Saint-Mathieu, Morlaix

2009
- Un cabinet à dessin : Dominique De Beir, Marine Joatton, Antoine Perrot, Galerie Réjane Louin, Locquirec
- Ligne à ligne, Galerie Nationale d’Indonésie, Djakarta, Indonésie
- À fleur de peau : le dessin à l’épreuve II, Galerie Eric Dupont, Paris
- Acquisitions 2007-2008, Fonds régional d’art contemporain de Picardie, Amiens

2008
- Micro-narratives – Tentation des petites réalités, Musée d'art moderne et contemporain (MAMC), Saint Étienne

2007
- Les rendez-vous du quai, Galerie des grands bains douches de la plaine à Marseille et galerie de l’école d’art Gérard Jacot à Belfort
- Fils de … gare de Plouec-du-trieux, Plouec-du-trieux
- Drôles de bêtes, Guyancourt

2006
- Novembre à Vitry, Galerie municipale de Vitry-sur-Seine, Vitry-sur-Seine
- Flux, La Générale – L’étage, Paris

2005
- À fleur de peau : le dessin à l’épreuve, Galerie Eric Dupont, Paris
- L’intime dessiné de mémoire, Aponia, Villiers sur Marne
- Le dessin, Maison d’Art Contemporain Chaillioux, Fresnes
- Jeune Création 2005, La Bellevilloise, Paris
- Hommage à Brautigan, Galerie Luc Queyrel, Paris
- Génération spontanée, Halle Saint-Pierre, Paris

2004
- Qui-vive, Galerie Claude Samuel, Paris
- F.L.I.C.K, Galerie Luc Queyrel, Paris
- Première vue, une proposition de Michel Nuridsany, Passage de Retz, Paris

2003
- Aberration, écart par rapport à l’espèce type, Centre de sculpture de Montolieu, Aude
- We don’t play avec Paris Project Room, Ménagerie de verre, Paris

## Collections

### Publiques
- 2008 : Fonds régional d'art contemporain de Picardie (FRAC Picardie)
- 2005 : Fonds national d'art contemporain (FNAC)

### Privées
- 2017 : Luciano Benetton Collection
- 2010 : Fondation pour l'art contemporain Salomon
- 2008 : Fondation Colas